# Algar do Pico das Dez
O Algar do Pico das Dez também conhecido por Gruta do Pico das Dez é uma gruta portuguesa localizada na freguesia de Santa Bárbara, concelho de Angra do Heroísmo, ilha Terceira, arquipélago dos Açores.
Esta cavidade apresenta uma geomorfologia de origem vulcânica em forma de tubo de lava em algar localizado em encosta. Apresenta uma profundidade de 13 m. por um comprimento de 114 m. com uma largura máxima de 4.5 m. e por uma altura também máxima de 3.5 m.